# Арефа Затворник
Арефа Затворник (вторая половина XII века) — инок Киево-Печерского монастыря. Святой Русской церкви, почитается в лике преподобных, память совершается (по юлианскому календарю): 28 сентября (Собор преподобных отцов Киево-Печерских Ближних пещер) и 24 октября.
Киево-Печерский патерик содержит отдельное Слово, посвящённое преподобному Арефе, авторство приписывают святителю Симону, епископу Владимирскому. Патерик сообщает, что Арефа был родом из Полоцка и, несмотря на то, что принял монашеский постриг, был очень богат и скуп, отказывая в милостыни нищим. Однажды ночью воры ограбили его. Арефа начал розыск виновных и «тяжкие обвинения возвёл на неповинных и многих ни за что мучил». Затем он впал в тяжкую болезнь, но, даже умирая, не прекратил роптать. Тогда было ему видение ангелов и бесов, спорящих о его душе:

…сказали бесы: «Так как не обрадовался он, но возроптал, то теперь он наш и нам предан». Ангелы же говорили мне: «О окаянный человек! Если бы ты благодарил Бога о своей потере, то вменилось бы тебе это, как Иову. Если кто милостыню творит, — великое это дело пред Богом, но творят по своей воле; если же кто за взятое насилием благодарит Бога, то это больше милостыни: дьявол, делая это, хочет довести до хулы человека, а он все с благодарением предает Господу,— так вот это более милостыни».

Услышав это, Арефа воскликнул — «Господи, помилуй, господи, прости! Господи, согрешил я! Господи, всё твое, а я не жалуюсь», и ангелы украденное у него серебро сочли милостыней, а бесы исчезли. После этого Арефа получил исцеление и ушёл в затвор. Скончался во второй половине XII века и был погребён в Ближних (Антониевых) пещерах Киево-Печерского монастыря. Впервые отдельный день памяти преподобного Арефы приводится в Патерике, изданном в 1661 году с благословения архимандрита Киево-Печерской лавры Иннокентия (Гизеля).